# Lista de parques estaduais do Alabama

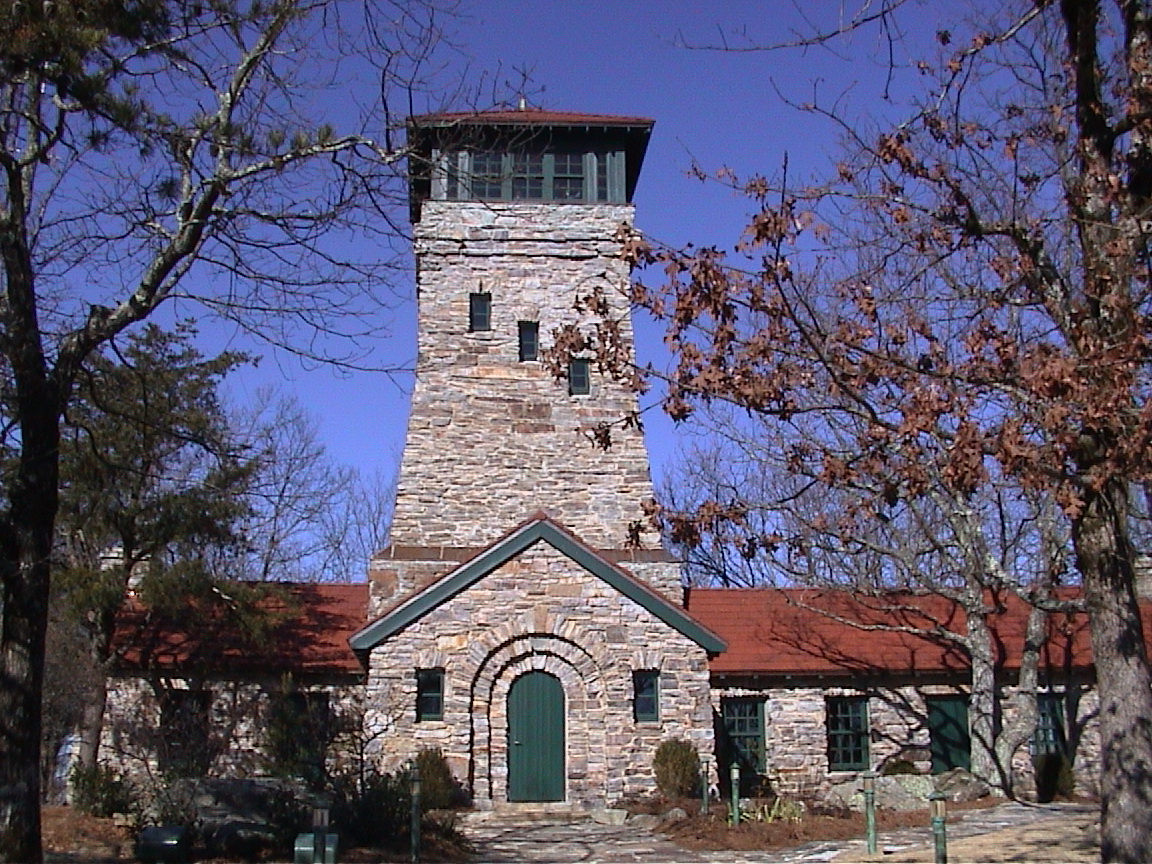
Parque Estadual de Cheaha

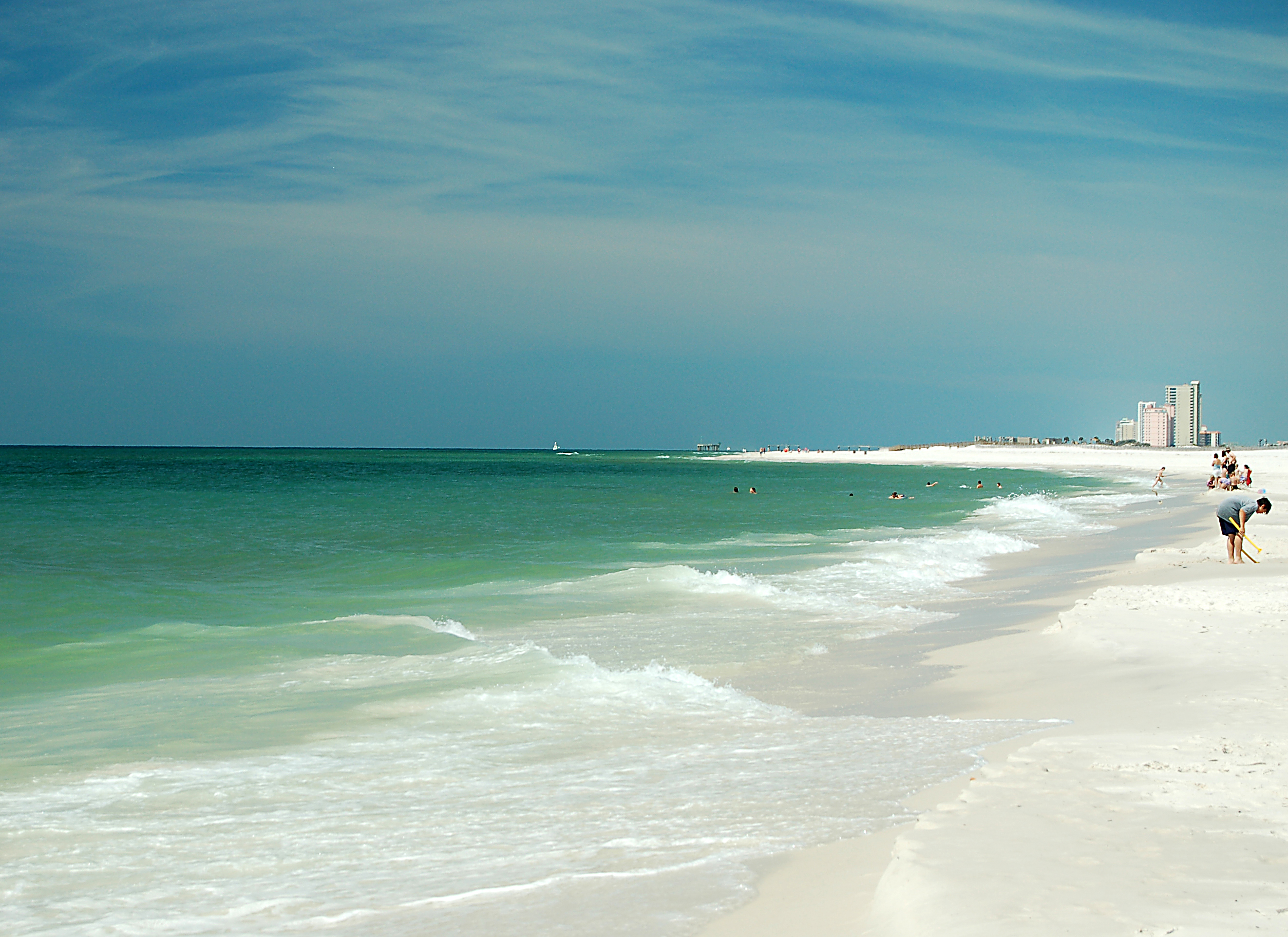
Golfo do México no Parque Estadual de Gulf

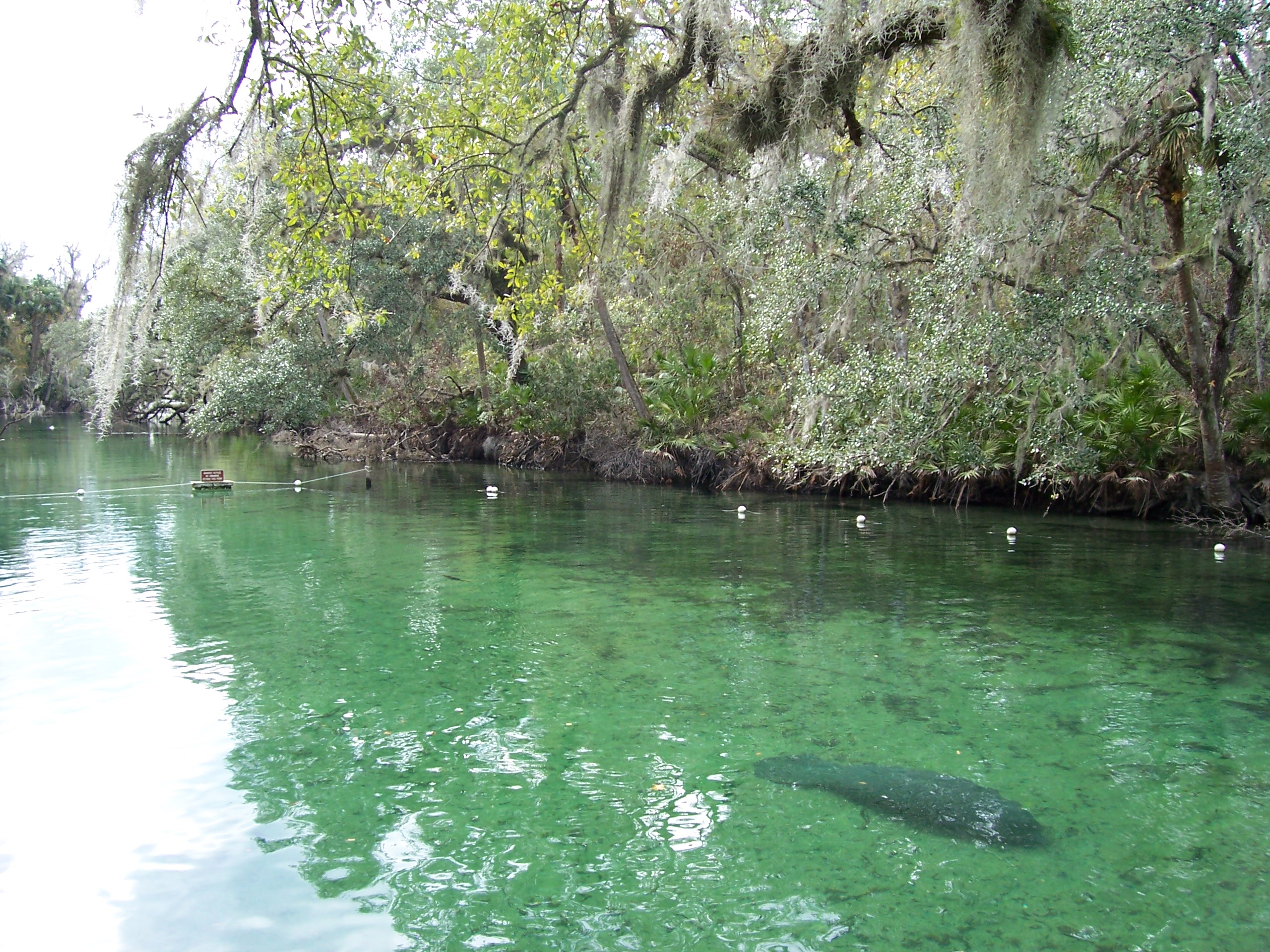
Peixe-boi em Blue Springs

Essa é uma lista dos parques estaduais do Alabama, Estados Unidos.
- Parque Estadual de Bladon Springs
- Parque Estadual de Blue Springs
- Parque Estadual de Buck's Pocket
- Parque Estadual de Cathedral Caverns
- Parque Estadual de Chattahoochee
- Parque Estadual de Cheaha
- Parque Estadual de Chewacla
- Parque Estadual de Chickasaw
- Parque Estadual de Soto
- Parque Estadual de Florala
- Parque Estadual de Frank Jackson
- Parque Estadual de Gulf
- Parque Estadual de Joe Wheeler
- Parque Estadual de Lake Guntersville
- Parque Estadual de Lake Lurleen
- Parque Estadual de Lakepoint
- Parque Estadual de Meaher
- Parque Estadual de Monte Sano
- Parque Estadual de Oak Mountain
- Parque Estadual de Paul M. Grist
- Parque Estadual de Rickwood Caverns
- Parque Estadual de Roland Cooper
- Parque Estadual de Wind Creek